# Determinant
In de lineaire algebra is de determinant van een vierkante matrix een speciaal getal dat kan worden berekend uit de elementen van die matrix. Indien de matrix als een lineaire transformatie wordt gezien, is de fundamentele meetkundige betekenis van een determinant, die van een schaalfactor of coëfficiënt voor maten. Een 2×2-matrix met determinant 2 zal, als deze wordt toegepast op een verzameling punten met een eindige oppervlakte, deze punten transformeren naar een verzameling punten met een oppervlakte die twee keer zo groot is als de oorspronkelijke oppervlakte.
De determinant van een matrix {\displaystyle A} wordt aangeduid met {\displaystyle \det(A)}, of zonder haakjes als {\displaystyle \det A}, of ook door {\displaystyle |A|}. Deze laatste notatie wordt ook gebruikt in gevallen waarin de matrixelementen in hun geheel worden geschreven, door in plaats van de gebruikelijke arrayhaken twee verticale strepen te zetten.
De determinant van de 2×2-matrix {\displaystyle {\begin{bmatrix}a&b\\c&d\end{bmatrix}}} wordt bijvoorbeeld genoteerd als {\displaystyle {\begin{vmatrix}a&b\\c&d\end{vmatrix}}}
De notatie {\displaystyle |A|} voor determinant van {\displaystyle A} schept soms verwarring met een andere matrixfunctie, namelijk {\displaystyle |A|={\sqrt {AA^{*}\ }}}.
Behalve in de lineaire algebra zijn determinanten belangrijk in de differentiaal- en integraalrekening, waar zij een rol spelen in de substitutieregels bij de overgang tussen verschillende coördinatenstelsels.

## Geschiedenis
Historisch gezien werden determinanten los van matrices bestudeerd. Oorspronkelijk was een determinant gedefinieerd als een eigenschap van een stelsel lineaire vergelijkingen. De determinant bepaalt of determineert, vandaar de naam, of het stelsel een eenduidige oplossing heeft. Dit is het geval als het vierkante stelsel een determinant ongelijk aan 0 heeft. In die zin werden determinanten voor het eerst gebruikt in het Chinese wiskundehandboek, De negen hoofdstukken van de wiskundige kunst. In Europa werden 2×2-stelsels door Cardano tegen het einde van de 16e eeuw en grotere stelsels door Leibniz zo'n honderd jaar later bestudeerd. In Japan bestudeerde Seki aan het eind van de 18e eeuw determinanten.
Determinanten werden in Japan geïntroduceerd om de eliminatie van variabelen in hogere orde systemen van algebraïsche vergelijkingen te bestuderen. Men gebruikte de determinant als korte wijze van uitdrukking voor de resultante. Na het eerste werk van Seki in 1683, werd de formule van Laplace gegeven door twee onafhankelijke groepen van Japanse wiskundigen: een groep in 1690, de andere groep voor 1710. Er bestaan tegenwoordig twijfels in hoeverre deze Japanse wiskundigen de determinant als een zelfstandig wiskundig object zagen.
Cramer leverde in Europa een belangrijke bijdrage aan de theorie van de determinanten, toen hij het onderwerp in relatie met verzamelingen van vergelijkingen behandelde. De recurrente wet werd in 1764 voor het eerst door Bézout naar voren gebracht.
Het was Vandermonde (1771) die determinanten voor het eerst als onafhankelijke functies behandelde. Laplace (1772) gaf de algemene methode om determinanten te schrijven in termen van haar minoren, maar Vandermonde had al een speciaal geval beschreven. Onmiddellijk daarop behandelde Lagrange (1773) determinanten van de tweede en derde orde. Lagrange was de eerste die determinanten gebruikte om stelsels vergelijkingen mee op te lossen en vond inderdaad voor verschillende stelsels een oplossing.
Gauss (1801) zette de volgende stap. Net als Lagrange maakte hij veel gebruik van determinanten in de getaltheorie. Hij introduceerde het woord determinanten, Laplace had het woord resultante gebruikt, hoewel niet in de huidige betekenis van het woord, maar veeleer als toegepast op de discriminant van een homogene veelterm. Gauss kwam ook met de notie van inverse determinanten en kwam dicht in de buurt van de vermenigvuldigingsstelling.
De volgende belangrijke bijdrage kwam van Binet (1811, 1812), die liet zien hoe twee matrices met elkaar moeten worden vermenigvuldigd. Cauchy besprak op dezelfde dag, 30 november 1812, dat Binet zijn artikel aan de Academie presenteerde, zijn artikel over dit onderwerp. Cauchy gebruikte in zijn werk het woord determinant in haar huidige betekenis. Hij vatte samen en vereenvoudigde wat toen over het onderwerp bekend was, verbeterde de notatie, gaf de vermenigvuldigingsstelling met een bewijs, dat bevredigender was dan het bewijs van Binet, en legde de basis voor de verdere wiskunde van de determinanten.
De volgende belangrijke persoon was Jacobi, vanaf 1827. Hij was een van de eersten, die de determinant gebruikte, die Sylvester later de Jacobiaan noemde. Hij behandelde in zijn memoires in Crelle's Journal in 1841 speciaal dit onderwerp. Omstreeks de tijd van Jacobi's laatste memoires, begonnen Sylvester (1839) en Cayley hun werk..
De studie van speciale vormen van determinanten is het natuurlijke gevolg van de voltooiing van de algemene theorie. Axiaalsymmetrische determinanten zijn bestudeerd door Lebesgue, Hesse, en Sylvester, persymmetrische determinanten door Sylvester en Hankel, circulanten door Catalan, Spottiswoode, Glaisher en Scott, scheve determinanten, in verband met de theorie van de orthogonale transformatie door Cayley, continuanten door Sylvester, Wronskianen, door Muir zo genoemd, door Christoffel en Frobenius, Jacobianen en Hessianen door Sylvester en symmetrische linker determinanten door Trudi. Spottiswoode was de eerste die er een boek over schreef. In de Verenigde Staten publiceerden Hanus (1886), Weld (1893), en Muir en Metzler (1933) verhandelingen.

## Definitie

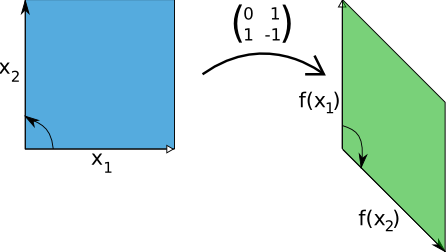
Een lineaire transformatie op gegeven door de aangegeven matrix. De determinant van deze matrix is −1, aangezien de oppervlakte van de groene parallellogram aan de rechterkant gelijk is aan 1, maar de afbeelding draait de oriëntatie om, aangezien het de draaiing van de vectoren tegen de klok in verandert in een draaiing met de klok mee.

De determinant van een vierkante matrix {\displaystyle A} is een getal dat afhangt van de elementen van {\displaystyle A}. Als de matrix gegeven is door:
{\displaystyle A={\begin{bmatrix}a_{1,1}&a_{1,2}&\dots &a_{1,n}\\a_{2,1}&a_{2,2}&\dots &a_{2,n}\\\vdots &\vdots &\ddots &\vdots \\a_{n,1}&a_{n,2}&\dots &a_{n,n}\end{bmatrix}}}
met als elementen reële of complexe getallen, wordt de determinant van {\displaystyle A} aangeduid met {\displaystyle \det(A),\,|A|} of met de elementen van {\displaystyle A} als
{\displaystyle {\begin{vmatrix}a_{1,1}&a_{1,2}&\dots &a_{1,n}\\a_{2,1}&a_{2,2}&\dots &a_{2,n}\\\vdots &\vdots &\ddots &\vdots \\a_{n,1}&a_{n,2}&\dots &a_{n,n}\end{vmatrix}}}
De definitie van de determinant zal eerst voor 2×2-matrices en 3×3-matrices worden gegeven, gevallen waarvoor de formule expliciet kan worden uitgeschreven. De definitie voor grotere matrices is een generalisatie van deze twee gevallen.

### 2×2-matrix
De determinant van de 2×2-matrix
{\displaystyle A={\begin{pmatrix}a&b\\c&d\end{pmatrix}}}
is:
{\displaystyle \det(A)={\begin{vmatrix}a&b\\c&d\end{vmatrix}}=ad-bc}

### 3×3-matrix
De determinant van de 3×3-matrix
{\displaystyle A={\begin{pmatrix}a_{11}&a_{12}&a_{13}\\a_{21}&a_{22}&a_{23}\\a_{31}&a_{32}&a_{33}\end{pmatrix}}}
is:
{\displaystyle \det(A)={\begin{vmatrix}a_{11}&a_{12}&a_{13}\\a_{21}&a_{22}&a_{23}\\a_{31}&a_{32}&a_{33}\end{vmatrix}}=}
{\displaystyle =a_{11}a_{22}a_{33}+a_{12}a_{23}a_{31}+a_{13}a_{21}a_{32}-a_{13}a_{22}a_{31}-a_{12}a_{21}a_{33}-a_{11}a_{23}a_{32}}

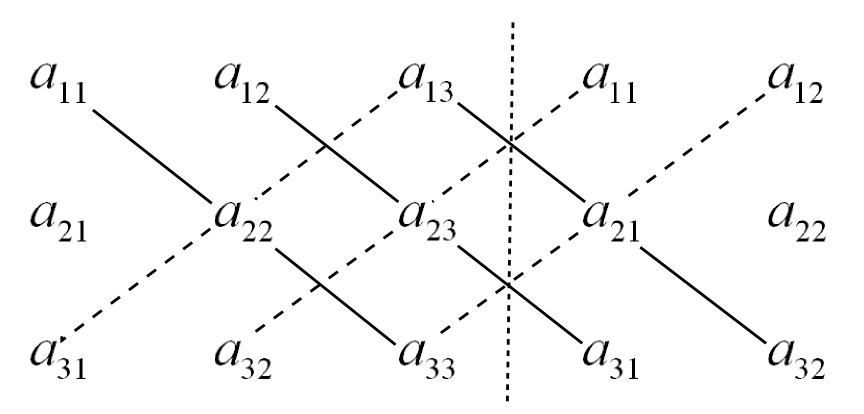
Regel van Sarrus: hoofddiagonalen - nevendiagonalen

Deze formule staat bekend als de regel van Sarrus. 
In een 3×3-matrix kan de determinant worden opgevat als het georiënteerde volume van het parallellepipedum gevormd door de vectoren in de matrix.

### Algemene formule
De determinant van de {\displaystyle n\times n}-matrix {\displaystyle A} wordt gegeven door de volgende formule van Leibniz, genoemd naar de Duitse wiskundige Gottfried Leibniz.
{\displaystyle \det(A)=\sum _{\sigma \in S_{n}}\left(\operatorname {sgn} (\sigma )\prod _{i=1}^{n}a_{i,\sigma (i)}\right)}
De som loopt over alle permutaties σ van de getallen {\displaystyle 1,2,\ldots ,n}, en {\displaystyle \operatorname {sgn} (\sigma )} stelt het teken van de permutatie voor, namelijk +1 voor een even permutatie en −1 voor een oneven. De som bestaat dus uit {\displaystyle n!} termen met voorteken die elk het product zijn van {\displaystyle n} matrixelementen uit verschillende rijen en kolommen. Voor 3×3-matrices wordt dit de berekening volgens de bovengenoemde regel van Sarrus.
Aangezien {\displaystyle n!} met toenemende {\displaystyle n} snel groot wordt, is de formule van Leibniz niet erg geschikt voor de berekening van determinanten met grotere afmeting.

## Eigenschappen

### Getransponeerde
Een matrix en zijn getransponeerde hebben dezelfde determinant:
{\displaystyle \det(A^{T})=\det(A)}

### Verwisselen van rijen of van kolommen
Bij het verwisselen van twee rijen of van twee kolommen wisselt de determinant van teken.

### Scalaire vermenigvuldiging
Bij het vermenigvuldigen van een rij of van een kolom met een getal {\displaystyle c}, wordt ook de determinant met {\displaystyle c} vermenigvuldigd.
Vermenigvuldigt men de {\displaystyle n\times n}-matrix {\displaystyle A} met een scalair {\displaystyle c}, dan wordt de determinant met {\displaystyle n} factoren {\displaystyle c} vermenigvuldigd:
{\displaystyle \det(cA)=c^{n}\det(A)}

### Productregel
De determinant is een multiplicatieve afbeelding in de zin dat voor {\displaystyle n\times n}-matrices {\displaystyle A} en {\displaystyle B} geldt:
{\displaystyle \det(AB)=\det(A)\det(B)}
Omdat de determinant een getal is, geldt ook:
{\displaystyle \det(AB)=\det(BA)}
Dit spreekt niet voor zich, omdat bij matrixvermenigvuldiging de volgorde van vermenigvuldiging van belang is. {\displaystyle AB} is niet zonder meer gelijk aan {\displaystyle BA}, en in de meeste gevallen zelfs ongelijk daaraan.

### Inverse
Voor een inverteerbare matrix {\displaystyle A} geldt:
{\displaystyle \det(A^{-1})=\det(A)^{-1}}

### Machtsverheffing
Uit de productregel volgt direct dat de determinant van de {\displaystyle k}-de macht van een matrix gelijk is aan {\displaystyle k}-de macht van de determinant van de oorspronkelijke matrix:
{\displaystyle \det(A^{k})=(\det(A))^{k}}

### Eigenwaarden
Als {\displaystyle \lambda _{1},\ldots ,\lambda _{k}} de verschillende (eventueel complexe) eigenwaarden zijn van de matrix {\displaystyle A}, met multipliciteiten {\displaystyle m_{1},\ldots ,m_{k}}, is:
{\displaystyle \det(A)=\lambda _{1}^{m_{1}}\cdot \ldots \cdot \lambda _{k}^{m_{k}}}

## Ontwikkeling naar rij of kolom
Om de determinant van een matrix te berekenen wordt meestal de methode van Laplace gebruikt. De determinant van een {\displaystyle n\times n}-matrix wordt daarbij uitgedrukt in de determinanten van deelmatrices met afmetingen {\displaystyle (n-1)\times (n-1)}. De methode wordt "ontwikkeling naar een rij of kolom" genoemd.
De ontwikkeling naar de {\displaystyle i}-de rij is:
{\displaystyle \det(A)=\sum _{j=1}^{n}(-1)^{i+j}a_{i,j}{\begin{vmatrix}a_{1,1}&a_{1,2}&\ldots &a_{1,j-1}&a_{1,j+1}&\ldots &a_{1,n}\\a_{2,1}&a_{2,2}&\ldots &a_{2,j-1}&a_{2,j+1}&\ldots &a_{2,n}\\\vdots &\vdots &\ddots &\vdots &\vdots &\ddots &\vdots \\a_{i-1,1}&a_{i-1,2}&\ldots &a_{i-1,j-1}&a_{i-1,j+1}&\ldots &a_{i-1,n}\\a_{i+1,1}&a_{i+1,2}&\ldots &a_{i+1,j-1}&a_{i+1,j+1}&\ldots &a_{i+1,n}\\\vdots &\vdots &\ddots &\vdots &\vdots &\ddots &\vdots \\a_{n,1}&a_{n,2}&\ldots &a_{n,j-1}&a_{n,j+1}&\ldots &a_{n,n}\end{vmatrix}}}
De ontwikkeling naar de {\displaystyle j}-de kolom is:
{\displaystyle \det(A)=\sum _{i=1}^{n}(-1)^{i+j}a_{i,j}{\begin{vmatrix}a_{1,1}&a_{1,2}&\ldots &a_{1,j-1}&a_{1,j+1}&\ldots &a_{1,n}\\a_{2,1}&a_{2,2}&\ldots &a_{2,j-1}&a_{2,j+1}&\ldots &a_{2,n}\\\vdots &\vdots &\ddots &\vdots &\vdots &\ddots &\vdots \\a_{i-1,1}&a_{i-1,2}&\ldots &a_{i-1,j-1}&a_{i-1,j+1}&\ldots &a_{i-1,n}\\a_{i+1,1}&a_{i+1,2}&\ldots &a_{i+1,j-1}&a_{i+1,j+1}&\ldots &a_{i+1,n}\\\vdots &\vdots &\ddots &\vdots &\vdots &\ddots &\vdots \\a_{n,1}&a_{n,2}&\ldots &a_{n,j-1}&a_{n,j+1}&\ldots &a_{n,n}\end{vmatrix}}}
De ontwikkeling houdt in dat de determinant opgebouwd wordt uit de producten met bijbehorend teken van de elementen van een rij of kolom, vermenigvuldigd met de bijbehorende determinant die gevormd wordt door in de oorspronkelijke determinant de rij en kolom die bij het element hoort weg te laten.
De berekening van de determinant wordt zo teruggebracht tot de berekening van determinanten van 1 dimensie lager. Ieder van deze gereduceerde matrices heet een minor van de oorspronkelijke matrix {\displaystyle A}. Wanneer ten slotte {\displaystyle A=a_{i,j}}, met afmeting 1×1, geldt {\displaystyle \det(A)=a_{i,j}}.

## Eigenschappen met betrekking tot het uitrekenen
Er zijn een aantal eigenschappen van determinanten die bijzonder van belang zijn bij het uitrekenen van een determinant van een bepaalde matrix.

### 'Veeg'-operaties
Een determinant kan 'geveegd' worden zoals een matrix ook geveegd kan worden met de Gauss-Jordanmethode. Deze methode wordt ook de spilmethode genoemd. De determinant verandert namelijk niet als een veelvoud van een rij wordt opgeteld of afgetrokken bij of van een andere rij. Dit is een belangrijke eigenschap, want als een matrix door te vegen terug is te brengen tot een diagonaalvorm, is de determinant uit te rekenen door simpelweg de getallen op de diagonaal te vermenigvuldigen.

### Driehoeksmatrix
Als een matrix een driehoeksmatrix is, dan is de determinant het product van de getallen op de diagonaal. Met diagonaal wordt de hoofddiagonaal van linksboven naar rechtsonder bedoeld. Er zijn twee soorten driehoeksmatrices: een bovendriehoeksmatrix (alle getallen linksbeneden de diagonaal zijn 0) en een benedendriehoeksmatrix (alle getallen rechtsboven de diagonaal zijn 0). Bij diagonaalmatrices zijn alle getallen behalve die op de diagonaal 0 en is de determinant ook het product van de getallen op de diagonaal.
{\displaystyle {\begin{vmatrix}a_{11}&a_{12}&a_{13}\\0&a_{22}&a_{23}\\0&0&a_{33}\end{vmatrix}}=a_{11}a_{22}a_{33}}
en
{\displaystyle {\begin{vmatrix}a_{11}&0&0\\a_{21}&a_{22}&0\\a_{31}&a_{32}&a_{33}\end{vmatrix}}=a_{11}a_{22}a_{33}}

### Gelijke rijen of kolommen
Als twee rijen of kolommen gelijk zijn, is de determinant 0.

### Nulrij of -kolom
Als een rij in een matrix alleen maar het getal 0 bevat, dan is de determinant van de hele matrix 0. Omdat de determinant van de getransponeerde matrix gelijk is aan de niet-getransponeerde matrix geldt deze eigenschap ook voor kolommen.
{\displaystyle {\begin{vmatrix}a_{11}&a_{12}&a_{13}\\0&0&0\\a_{31}&a_{32}&a_{33}\end{vmatrix}}=0}

#### Eenheidsmatrix
De determinant van de eenheidsmatrix is 1.

### Samengestelde determinanten
De determinant van een {\displaystyle (n+m)\times (n+m)}-matrix {\displaystyle M}, die wordt gevormd door de {\displaystyle n\times n}-matrix {\displaystyle A} linksboven en {\displaystyle m\times m}-matrix {\displaystyle B} rechtsonder, is het product van de determinanten van {\displaystyle A} en van {\displaystyle B}.
{\displaystyle \det(M)={\begin{vmatrix}A&0\\0&B\end{vmatrix}}=\det(A)\det(B)}
Een van de twee, of de matrix linksonder, of de matrix rechtsboven, mag nog ongelijk 0 zijn.

## Gebruik
- Het kwadraat van de determinant van een reguliere matrix {\displaystyle A} is gelijk aan het kwadraat van de inhoud van de ruimte opgespannen door de vectoren in {\displaystyle A}.

{\displaystyle I^{2}(A)={\det }^{2}(A)}
- Het kruisproduct van {\displaystyle n-1} vectoren in een {\displaystyle n}-dimensionale ruimte is in de vorm van een determinant te schrijven. Het is voor drie dimensies met de vectoren {\displaystyle \mathbf {a} } en {\displaystyle \mathbf {b} }:

{\displaystyle \mathbf {a} \times \mathbf {b} ={\begin{vmatrix}\mathbf {e} _{x}&\mathbf {e} _{y}&\mathbf {e} _{z}\\a_{x}&a_{y}&a_{z}\\b_{x}&b_{y}&b_{z}\\\end{vmatrix}}}
- Voor het vastleggen van de oriëntatie van de vectoren in een reguliere matrix wordt het teken van de determinant van de matrix met die vectoren genomen. De determinant van een verzameling vectoren is positief als de vectoren een rechtshandig coördinatensysteem vormen en negatief voor een linkshandig.

- Determinanten worden gebruikt bij de berekening van de inverse van inverteerbare matrices met behulp van de regel van Cramer en bij het oplossen van stelsels lineaire vergelijkingen.

- De karakteristieke polynoom van een matrix wordt gegeven door de volgende determinant {\displaystyle p(\lambda )=\det(A-\lambda I)}. De wortels van deze polynoom zijn de eigenwaarden {\displaystyle \lambda _{i}} van {\displaystyle A}. De constante van deze polynoom, dus het product van de eigenwaarden van {\displaystyle A}, is de determinant van {\displaystyle A}.

### Voorbeelden
- Jacobiaan
- Hessiaan
- Determinant van Vandermonde
- Wronski-determinant